# شهرستان نورث‌همپتون (پنسیلوانیا)
شهرستان نورث‌همپتون، پنسیلوانیا (به انگلیسی: Northampton County, Pennsylvania) شهرستانی در ایالات متحده آمریکا است که در پنسیلوانیا واقع شده‌است.

## خصوصیات
شهرستان نورث‌همپتون ۹۷۶٫۴۳ کیلومترمربع مساحت دارد.